# 作人 (歌手)
作人（さくと、1984年4月30日 - ）兵庫県明石市生まれで神戸市育ちのフォークシンガー。本名は田代 作人（たしろ さくと）。

1984年4月30日生まれ。兵庫県明石市出身、神戸市育ち。
自身の経験から家族の絆、生命の不思議、些細なことが大事に繋がっているという拡く大きな意味での愛を唄う。神戸発信のフォークシンガー。
自身の怠慢で約一年、商店街や公園などで生活した時期があり、それにちなんでホームレス・フォークシンガーなどと呼ばれ、その経験とフットワークの軽さを活かし全国津々浦々でライブ、イベント出演を続ける。また、自身の震災の体験から依頼があれば地域を問わずどこへでも向かうという。
小、中、高の学校におもむくゲストティーチャー兼、『弾き語りべ』としても活動中。各地で講演なども行っている。

## 概要
2010年11月3日、ミニアルバム『Dear Sister』でメジャーデビュー。
デビュー後も変わらず路上ライブ、インストアライブなど地道ながらも精力的な活動は現在も続き、着々と人気をあげている。

## 略歴

### 2010年
2010年11月3日、ミニアルバム『Dear Sister』で日本クラウンよりメジャーデビュー。同作品は、19（ジューク）や高橋真梨子、中森明菜などを手掛けたヒットメーカー、茂村泰彦によるプロデュース。
同月のニッポン放送優秀新人に選ばれ、40以上のメディアに取り上げられ話題になる。

### 2012年
東日本大震災を受けて作人本人が発起人となり、『ハジメのいっぽ 』という東日本大震災 復興応援イベントを、毎月東京新宿のライブハウスで開催。「いのち」や「愛」といった真剣なテーマを歌いながらも、観客を楽しませるエンターテイナーとしての才能も発揮している。

### 2015年
2015年4月18日、心斎橋アメリカ村 BIG CAT にてワンマンライブを開催。約400名の観客が会場を賑わせた。

### 2018年
6月24日、自身最高のキャパシティである大阪城野外音楽堂でワンマンライブを開催。昼間の開催にもかかわらず約600名を動員。

### 2019年
12月29日、神戸国際会館こくさいホールでのワンマンライブ「ここに全部繋がってたよ」を開催。さんまのまんまちゃんとのコラボもあり、約1,100名の来場者を大いに盛り上げた。同公演について、 読売新聞、毎日新聞、朝日新聞、大阪日日新聞、Yahoo!ニュース 、まいどなニュースなど、数々のメディアに取り上げられた。

### 2020年
新型コロナウイルス蔓延の影響を受け、イラストレーターとして描いた「アマビエ」「ヨゲンノトリ」のイラストが高く評価され、複数のインターネットニュースに取り上げられた。

### 2022年
『阪神淡路大震災1.17のつどい』の遺族代表に選ばれたことから再度注目を浴び、NHK全国ドキュメンタリーなど数十社のメディアに、震災を唄い語り継ぐシンガーソングライターとして取り上げられる。 
デビュー10周年を記念して、プロデューサーでもあり、師でもある茂村泰彦と、タシロサクト名義で共同制作したミニアルバム『minor change』を引っ提げてツアーを敢行。

### 2023年
生まれ故郷である神戸で「神戸周遊フェス」を3日間主催。メインステージである生田神社のほか、神戸阪急、三宮プラッツなど、街中にステージを設けた「街中サーキットイベント」という形式で開催。神戸市共催のもと、生田神社『大海夏祭』と合同で開催された。
12月には、コロナ禍に作曲した『BPM』をはじめとした最新曲を収録したミニアルバム『掌のタイムマシーン』をリリース。

### 2024年
8月2日〜4日、第2回目となる「神戸周遊フェス」を主催。生田神社『大海夏祭』、『三北夏祭』と合同で開催された。
現在も関西を中心に全国で活動中。

## ディスコグラフィ
- 作人・赤盤、青盤、緑盤3種（インディーズ、現在入手不可）
- 音（ね）の架けたオルゴール（インディーズ）
- Dear Sister（2010.11.3／メジャーデビューミニアルバム／クラウンレコードから）

19（ジューク）や高橋真梨子、中森明菜などを手掛けたヒットメーカー、茂村泰彦によるプロデュース。
- Re:（2014.2.26／2nd ミニアルバム／mimorhythmix/NOW SOUND SYSTEMSから）
- 愛しなおし（2015.4.15／3rd ミニアルバム／テイチクエンタテインメント VR LABELから）
- こたえあわせ（2016.6.30／1st シングル）
- NIGHT CRUISING（2017.9.8／2nd シングル）
- Check One Two（2019.11.2／4th ミニアルバム）
- ここに全部繋がってたよ（2019.12.29／1st ベストフルアルバム）
- minor change (2021.4.28／タシロサクト ミニアルバム)
- 掌のタイムマシーン (2023.12.7／5th ミニアルバム)

## ミュージックビデオ
- Dear Sister - YouTube
- ハレルヤ - YouTube
- By My Side - YouTube
- 酩酊 - YouTube
- Dear Sister(2022 ver.) - YouTube

## メディア出演

### テレビ
- 震災いのちのきずな（NHK神戸放送局）
- アリオ八尾JACK　Vol.45（サンテレビ「BIG TIME TELEVISION」公開LIVE）
- キューン!（読売テレビ）2010.12月度エンディングテーマ
- キッズナビゲーション（テレビ神奈川）2010.1月度エンディングテーマ
- ズームイン!!SUPER(日本テレビ・関西）番組内で作人の特集＆みんなの日イベントPR放送　(2011.1.14）
- NHK全国放送ドキュメンタリー出演  （2011）
- NEWS SIGNAL（サンテレビ）他
- かんさい情報ネットten.(読売テレビ)

### ラジオ
- 「Sanae's Cafe」（ラジオ関西558kHz）他
- 11月度優秀新人（ニッポン放送）（2010.11/1〜11/7）
- MBSラジオ出演
- オールナイトニッポン出演

### 新聞
- 朝日新聞 朝刊（2009.12.2）（2011.1.17／1.23）
- 毎日新聞 夕刊（2009.12.8／1.17）
- 神戸新聞 朝刊・夕刊（2010.2.23／3.25／10.19／12.22）（2011.1.17／3.12）
- 読売新聞 朝刊・夕刊（2011.1.6／1.17）
- 東京中日スポーツ（2011.5.19）
- スポーツニッポン（2011.1.17）
- 産經新聞 朝刊(2011.1.12)（2011.2.22〜24「ひょうご　この人あり」に連載）

- 神戸新聞 夕刊 (2014.9.19)

- 読売新聞 夕刊 (2019.12.18)
- 朝日新聞 朝刊（2019.12.21）
- 大阪日日新聞 (2019.12.25)
- 毎日新聞 夕刊 (2019.12.27)

### Web
- まいどなニュース (2019.12.24)
- Yahoo!ニュース (2019.12.25)

他　音楽雑誌などに連載、掲載。